# Jack is a boy
『Jack is a boy』（ジャック・イズ・ア・ボーイ）は、チューリップの通算18枚目のアルバム。1986年5月22日発売。

## 解説
正式なメンバーチェンジを経て、第3期として最初に制作されたアルバムである。
前作同様の都会的なロック、ポップを目指して作られており、メンバーの更なる若返りや全曲打ち込みによるドラムなど、サウンド面の変化が感じられる作品。
発売当時のCDには特製シールが、LPには特製ピンナップポスターが同封された。ジャケットには財津と共にチョークが登場し、タイトル曲と下記の献辞と共に、中学教師をイメージしたものとなっている。
安部俊幸の脱退以降、ギタリストがいない状態となったが、レコーディングやツアー、テレビ出演では鈴川真樹が常に帯同していた。
また、CDではボーナス・トラックとして『くちづけのネックレス』のスペシャルバージョンが収録された（下記参照）。
なお、この年の10月を以てレコード会社を日本コロムビアに移籍したため、ファンハウスから発表した最後のオリジナル・アルバムとなった。

## 収録曲
SIDE 1
1. The Promised Land
  - 作詞／作曲：財津和夫　編曲：チューリップ　ボーカル：財津和夫
  - 全英語詞の楽曲。ライブでも取り上げられていた。
2. 愛の風
  - 作詞／作曲：財津和夫　編曲：チューリップ　ボーカル：財津和夫
  - 同時発売となったシングルで、同一のテイクが収録されている。  
詳しくはシングルのページを参照。
3. 1秒が愛
  - 作詞：丹野義昭・宮城伸一郎／作曲：丹野義昭　編曲：チューリップ　ボーカル：丹野義昭・財津和夫
  - サビの一部を財津が担当しており、ツインボーカルとなっている。
4. ジンク・ホワイト
  - 作詞／作曲：宮城伸一郎　編曲：チューリップ　ボーカル：宮城伸一郎
  - 「くちづけのネックレス」のカップリング曲。

SIDE 2
1. チャイニーズ・ドレス
  - 作詞／作曲：宮城伸一郎　編曲：チューリップ　ボーカル：宮城伸一郎
2. Dear my friend
  - 作詞／作曲：松本淳　編曲：チューリップ　ボーカル：松本淳・財津和夫
  - サビの一部を財津が担当しており、ツインボーカルとなっている。
  - 次のアルバム『PRIMARY COLOR』に作詞・作曲を担当した『危険なEMOTION』が収録されているが、ボーカルは高橋裕幸が担当したため、唯一のボーカル曲となった。
  - ツアーでもボーカルを披露し、スタンディング用のドラムをこの曲の間だけセットしていた。
3. くちづけのネックレス
  - 作詞／作曲：財津和夫　編曲：チューリップ　ボーカル：財津和夫
  - 後にシングルカットされた楽曲で、同一テイクが収録されている。  
詳しくはシングルのページを参照。
4. 無邪気な夜
  - 作詞／作曲：財津和夫　編曲：チューリップ　ボーカル：財津和夫
5. Jack is a boy
  - 作詞／作曲：財津和夫　編曲：チューリップ　ボーカル：財津和夫
  - タイトル曲で、スローでシンプルなアレンジが特徴的な楽曲。
6. くちづけのネックレス（CD Special Version）
  - 作詞／作曲：財津和夫　編曲：チューリップ　ボーカル：財津和夫
  - SIDE 2 3曲目と歌詞は同一だが、若干スローになりバンドっぽさがないバージョンになっている。

## クレジット
PRODUCED BY FUMIE KANEKO（FUN HOUSE）
DIRECTED BY WATARU SHIMAMURA（CRICKET）
ENGINEERED BY YOSHIYUKI KONO AND HOROSHI “PIN” SAITO
ASSISTANT ENGINEERS: YOHEI IRIEDA AND TATSUMI TAKAGISHI
QX1 PROGRAMMED AND TX816 OPERATED BY YOSHIYUKI SAWADA （YAMAHA R&D TOKYO）
MANAGERS: EIJI OKADA AND HIROSHI ICHII
EQUIPMENT: MINORU FUJISAKO
RECORDED AT YAMAHA R&D TOKYO STUDIO, STUDIO TAKE ONE, ROOM Y2 AND KAWAGUCHIKO STUDIO
COVER DESIGN, PHOTOGRAPHY AND ART DIRECTION BY: TERUHISA TAJIMA
STYLE COORDINATION BY KEIKO KONDO
PHOTOGRAPHIC COORDINATO: KAORU HIROKO
ART COORDINATOR: KEIKO HIDAKA
TULIP
KAZUO ZAITSU: KEYBOARDS & VOCALS
SHINICHIRO MIYAGI: BASS & VOCALS
JUN MATSUMOTO: DRUMS & VOCALS
YOSHIAKI TANNO: KEYBOARDS & VOCALS
with additional musicians:
MASAKI SUZUKAWA: GUITAR
MITSUO MATSUMOTO: GUITAR
KEISUKE KIKUCHI: KEYBOARDS
SHOJI HARUNA: SAXOPHONE
I dedicate this record to all the junior High School English teachers in Japan.